# Verbascum eremobium
Verbascum eremobium är en flenörtsväxtart som beskrevs av Svante Samuel Murbeck. Verbascum eremobium ingår i släktet kungsljus, och familjen flenörtsväxter. Utöver nominatformen finns också underarten V. e. subsinguliflorum.